# ETA-Asturcón
ETA-Asturcón fue una organización criminal desarticulada por completo en 2018 que, desde el año 1974 al 2017, cometió robos, secuestros, intentos de homicidio e incendios en negocios de empresarios asturianos con el fin de extorsionarlos económicamente. El nombre era una forma de autodenominarse y no debe de confundirse con la organización terrorista ETA, con la que no tenían vinculación.

## Acciones documentadas
- Extorsión e intento de secuetro del empresario Alfredo Galán y su familia[4]

En 1979, tras el robo de su vehículo en el Aeropuerto de Asturias, una mujer se puso en contacto con él y le indicó que se encontraba en una finca del Monte Naranco, pero se trataba de una estratagema para intentar secuestrarlo que no dio frutos ya que el empresario consiguió huir. No obstante, a este hecho le siguió la recepción de cartas amenazantes que le exigían grandes cantidades de dinero. Y un año después, la madrugada del 25 de febrero de 1980 le incendiaron su conocida empresa Almacenes Uría en la calle Magdalena de Oviedo, acción que en un primer momento se barajó podía ser fortuita pero que la organización reivindicó poco después y que provocó daños por valor de 600.000 €. La persecución contra el asturiano no quedó ahí y también se dirigió contra su entorno familiar intentando secuestrar y asesinar con una furgoneta explosiva.
- Amenazas de muerte e intento de secuestro al doctor Juan Teixedor[5]

Una persona encapuchada encañonó con una pistola a quien en 1983 era jefe de cirugía pediátrica en el HUCA y le dijo que iba a asesinarle. Después de forcejear, el doctor recibió un disparo en una pierna y el asaltate huyó. 
- Secuestro del hijo de un industrial asturiano.

En 1990 fue retenido dos días y liberado cerca de Luanco.

## Logística e infraestructura
- Arsenal:

En 2017, se halló en el Monte Naranco un zulo que albergaba varias armas que dio inicio a las investigaciones.

- Beneficios económicos:

Mediante una red de agentes comerciales encargados del cobro de pólizas falsas en nombre de una sociedad fundada por el cabecilla de la organización, obtenían un beneficio anual de entre 1,5 y 3 millones de las antiguas pesetas. Además, durante la investigación se constataron impagos y ocupaciones fraudulentas de inmuebles, falsedades documentales e irregularidades fiscales, en distintos puntos de la geografía española a una multitud indeterminada de clientes.
- Organización:

Se desconoce de cuántos miembros estaba formada. El cabecilla de la misma fue identificado en 2018 y el único dato público es que falleció en 2012. Por otro lado, una mujer fue detenida y otro hombre investigado durante las investigaciones. 